# Варданян, Норайр Юрьевич
Норайр (Норик) Юрьевич Варданян (арм. Նորայր Վարդանյան; род. 15 мая 1987, Ленинакан, Армянская ССР) — американский и армянский тяжелоатлет, чемпион США (2008), участник Олимпийских игр (2012).

## Биография
Норайр Варданян родился 15 мая 1987 года в Ленинакане (ныне Гюмри). В 1991 году его семья переехала в США, где он начал заниматься тяжёлой атлетикой под руководством своего отца, олимпийского чемпиона 1980 года Юрия Варданяна. В 2008 году становился чемпионом США в весовой категории до 94 кг. В 2009 году вместе с семьей вернулся в Армению и был включён сначала в молодёжную, а потом национальную сборную этой страны. В 2012 году участвовал в Олимпийских играх в Лондоне и занял там 11-е место.

## Результаты
| Год  | Соревнование                                | Место проведения | Весовая категория | Рывок  | Толчок | Сумма двоеборья | Место |
| 2008 | Чемпионат США                               | Колумбус         | до 94 кг          | 155 кг | 200 кг | 355 кг          | 1     |
| 2010 | Чемпионат Европы среди молодёжи (до 23 лет) | Лимасол          | до 94 кг          | 160 кг | 201 кг | 361 кг          | 5     |
| 2011 | Универсиада                                 | Шэньчжэнь        | до 94 кг          | 155 кг | —      | —               | —     |
| 2012 | Олимпийские игры                            | Лондон           | до 94 кг          | 170 кг | 210 кг | 380 кг          | 11    |